# Undersåker
Undersåker er et byområde i Åre kommun i Jämtlands län, Sverige. Byområdet havde 384 indbyggere i 2005, ligger cirka 80 kilometer vest for Östersund, og er langstrakt i øst-vestlig retning med en østlig del omkring Undersåker Kirke, og en vestlig del omkring Undersåker Station. Mellem disse to ligger Hålland med Hålland Folkehøjskole.
Europavej E14 og Mittbanan fra Östersund mod Storlien og Norge passerer gennem Undersåker. For at komme til Edsåsdalen, Trillevallen, Vålådalen, Fångåmon eller Ottsjö med bil skal man køre gennem Undersåker for der ved foden af fjeldet Välliste at krydse broen over Indalsälven.